# 1212
Rok 1212 (MCCXII) gregoriánského kalendáře začal v neděli 1. ledna a skončil v pondělí 31. prosince. Dle židovského kalendáře nastal přelom roků 4972 a 4973, dle islámského kalendáře 633 a 634.

## Události
- 10. července – Velkou část Londýna včetně katedrály v Southwarku poničil rozsáhlý požár.
- 16. července – Spojená křesťanská vojska kastilského krále Alfonse VIII., Pedra II., Alfonse II. a  Sancha VII. Navarrského porazila v bitvě na Las Navas de Tolosa vojsko almohadského chalífy Muhammada al-Nazira.
- 26. září – Budoucí římský král Fridrich II. vydal v Basileji Přemyslu Otakaru I. tzv. Zlatou bulu sicilskou, kterou mu potvrdil královskou hodnost.
- 9. prosince – Fridrich II. byl v Mohuči korunován římskoněmeckým králem.
- Dětská křížová výprava

## Narození
- 22. března – Go-Horikawa, 86. japonský císař († 31. srpna 1234)
- 6. května – Konstancie Babenberská, míšeňská markraběnka († 5. června 1243)
- ? – Jolanda Jeruzalémská, královna jeruzalémská a sicilská a císařovna Svaté říše římské († 25. dubna 1228)

## Úmrtí
- 29. února – Hónen, japonský buddhistický mnich (* 13. května 1133)
- 16. dubna – Marie z Montferratu, jeruzalémská královna (* okolo 1192)
- 26. března – král Sancho I. Portugalský
- 11. srpna – Beatrix Štaufská, římská královna z dynastie Štaufů (* 1197)
- 4. listopadu – Svatý Felix z Valois, francouzsky poustevník, kněz, spoluzakladatel řádu trinitářů (* 1127)
- ? – Vsevolod III. Velké hnízdo, vladimirský velkokníže (* 1154)

## Hlavy státu
- České království – Přemysl Otakar I.
- Svatá říše římská – Ota IV. Brunšvický – Fridrich II.
- Papež – Inocenc III.
- Anglické království – Jan Bezzemek
- Francouzské království – Filip II. August
- Polské knížectví – Lešek I. Bílý
- Uherské království – Ondřej II.
- Sicilské království – Fridrich I.
- Kastilské království – Alfonso VIII. Kastilský
- Rakouské vévodství – Leopold VI. Babenberský
- Skotské království – Vilém Lev
- Portugalské království – Alfonso II. Portugalský
- Norské království – Inge II.
- Mongolská říše – Čingischán
- Benátky – Pietro Ziani
- Latinské císařství – Jindřich
- Nikájské císařství – Theodoros I. Laskaris